# 国際金融中心 (香港)
国際金融中心（こくさいきんゆうちゅうしん、英語：International Finance Centre、中国語（繁体字）：國際金融中心、略：IFC）は、香港の香港島北部、中西区の中環地区に位置する、複合施設の名称である。国際金融センターともいう。駅舎やオフィス、ショッピングモール、ホテル、映画館などで構成される。
中でもこの複合施設における建築の「国際金融中心・第二期」（Two IFC）は地上415.8mの高さを持ち、香港で環球貿易広場に次いで高く、世界で9番目に高い超高層ビルである。

## 概要
全体が完成し、モール部までフルオープンしたのは2003年7月であり、1997年から事業展開されていた、非常に規模の大きな複合施設である。フォーシーズンズホテル開業まで含めると、2005年までの工期となる。
香港の空の玄関口である、九龍の九龍灣地区に存在した旧香港国際空港（啓徳空港）が、ランタオ島の沖合いにある赤鱲角（Chek Lap Kok）島を造成して作られる人工島へ移転するのに当たり、新香港国際空港と市街とを結ぶアクセス路線が必要になった。
のちに「機場快綫（Airport Express）」と呼ばれるこの路線には、当初計画として「機場（Airport）駅」、「青衣（Tsing Yi）駅」、「九龍（Kowloon）駅」、「香港（Hong Kong）駅」の4駅が設置された（2005年12月には空港島に完成した展示場施設である亞洲國際博覧館（アジア・ワールド・エキスポ：Asia World Expo）の開業に伴い、機場駅の先に「博覧館（Asia World Expo）駅」が開業した）。
特に、終着駅の香港駅は、中環（Central）という香港の政治と経済、金融の中心地区に位置し、地下鉄（香港MTR）の中環駅と接続、またフェリーターミナルや各バス路線の集約される場所でもあるため、交通の要衝ともいうべき場所であった。このため利便性などから得られる付加価値からの収益を考慮して、機場快綫の建設と併せて香港駅上へ複合施設が建設されることとなった。
香港国際金融中心は大きく、香港駅駅舎・第一期オフィスビル棟・第二期オフィスビル棟・ショッピングモール及び映画館・ホテル棟（フォーシーズンズホテル）の各エリアに分けられる。この中でも、第一期オフィスビル（地上210m）・第二期オフィスビル（地上415.8m）・ホテル棟（地上205m）は超高層ビルの建築となっている。規模があまりにも巨大だったため、各施設の建設時期はそれぞれ異なる。
この建築群は、世界的な建築家のシーザー・ペリ（Cesar Pelli）、およびペリの設計事務所であるシーザー・ペリ&アソシエイツ（Cesar Pelli & Associates）によって設計された。ペリは、ニューヨークのマンハッタン地区にあるワールドフィナンシャルセンター（World Financial Center）や、イギリスのロンドン、ドックランズにあるワン・カナダ・スクエア（One Canada Square）、マレーシアのクアラルンプールにあるペトロナスツインタワー（Petronas Towers）などを設計、日本では、東京都港区の愛宕グリーンヒルズや、東京都中央区の日本橋三井タワー、東京都新宿区のNTT東日本本社屋、大阪府大阪市北区の国立国際美術館、大阪府大阪市阿倍野区のあべのハルカス、東京都港区の麻布台ヒルズなどを設計している。また、同地区にある超高層建築の長江センター（長江集團中心：Chung Kong Center）もペリの手によるものである。
IFCの主なデベロッパーは、香港の地下鉄事業を展開している「地鐵公司」（MTR Corporation）、同じく香港の総合不動産業者である「新鴻基地産」（San Hung Kai Properties）、「恒基兆業地産有限公司」（Handerson Land Development Co, Ltd）などの企業が携わった。
また、建物の英語名称である「中心」という意味にはイギリスからの綴りである慣習に習い、アメリカ式の「Center」ではなく、英式の「Centre」が用いられている（これは、かつての香港が英国領であったときの名残である。香港では「Centre」の名称を用いた建物が数多くある。）。

## 主な施設

### 香港駅

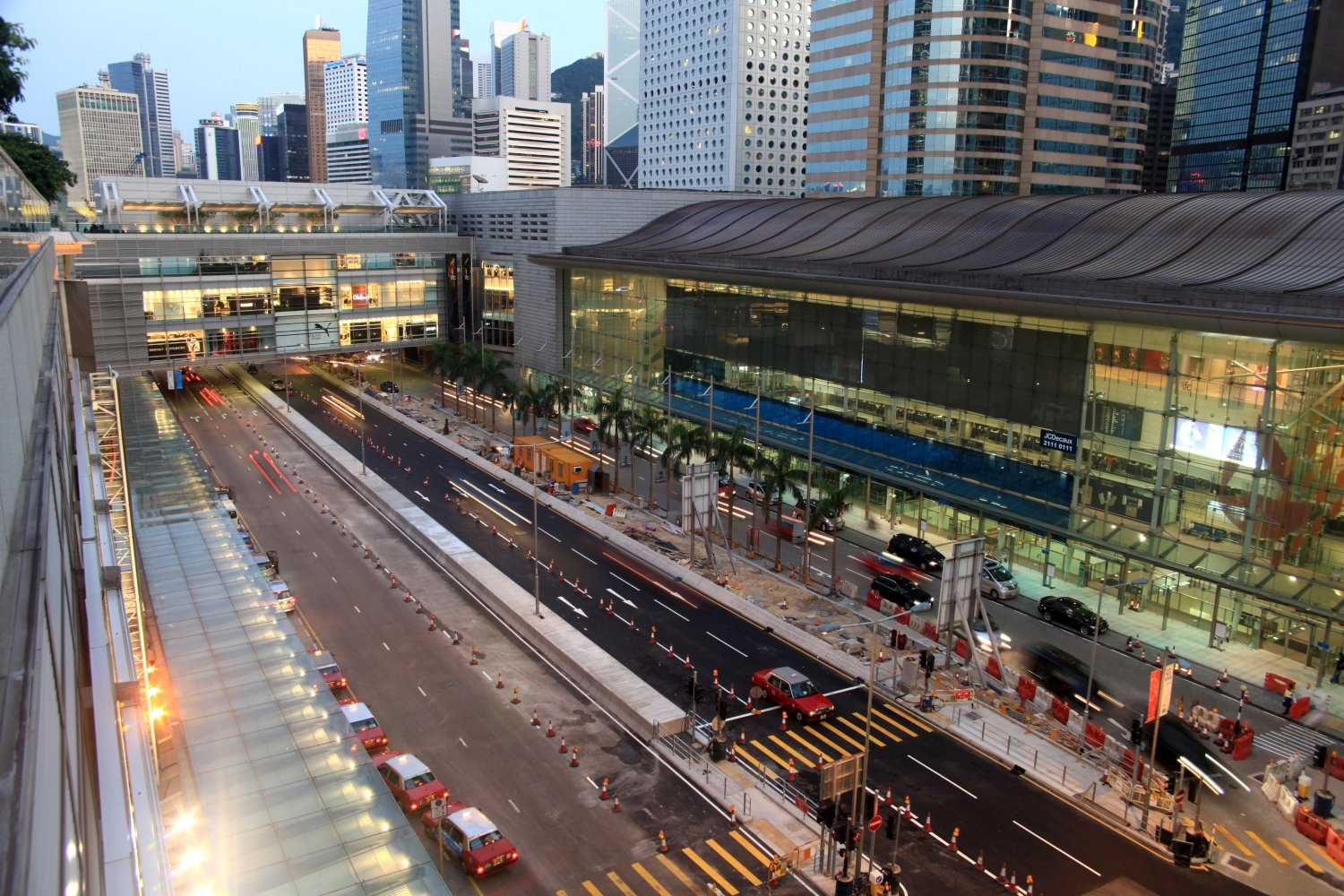
香港駅

「香港駅」にはMTR路線のうち、二路線が発着する。
1つ目は、空港から約35.3キロメートル離れた市内間を最短24分間でダイレクトに結ぶ「機場快線」である。香港駅及び隣の九龍駅では「インタウンチェックイン」と呼ばれる、航空機への搭乗チェックインと受託荷物の預かりが可能なカウンターが設置されている（この施設へは、機場快線の切符を購入しないと入場出来ない。また、チェックインが受け付けられるのは出発時刻の1時間30分前までであり、これ以降のチェックインは空港での受付となる）。
2つ目の路線は、この機場快線に平行して走る通勤路線「東涌線」であり、空港以外の行き先へ向かう機場快線沿線の旅客を輸送するために設定された路線である。また、この路線は空港手前で分岐し、東涌というランタオ島のベッドタウンへ向かう。また東涌線は途中、南昌駅で屯馬線に、茘景駅で荃湾線に、欣澳駅で迪士尼線に接続する。香港駅と中環駅は多少離れた所にあり、徒歩5 - 10分程度である（途中、数機の動く歩道が設置されている）。この香港駅は、香港国際金融中心の中で最も重要な施設の一つである。

### 国際金融中心・第一期
- One International Finance Centre

「国際金融中心・第一期」（以下One IFC）は、地上39階・地下4階建ての高さ210mを有する超高層オフィスビル。1999年に完成し、最も早く開業した。
鉄筋コンクリート（RC）構造で作られたこの超高層ビルは、壁面は全面ハーフミラーのガラス張りとなっており、最下層部にはバスターミナルなどの公共交通機関のためのサービススペースが設置されている。この建物は、IFCの中では早期に完成した建物である。建物頭頂部には櫛状の飾りがあり、夜間には上空に向かってライトアップが施される。

### 国際金融中心・第二期

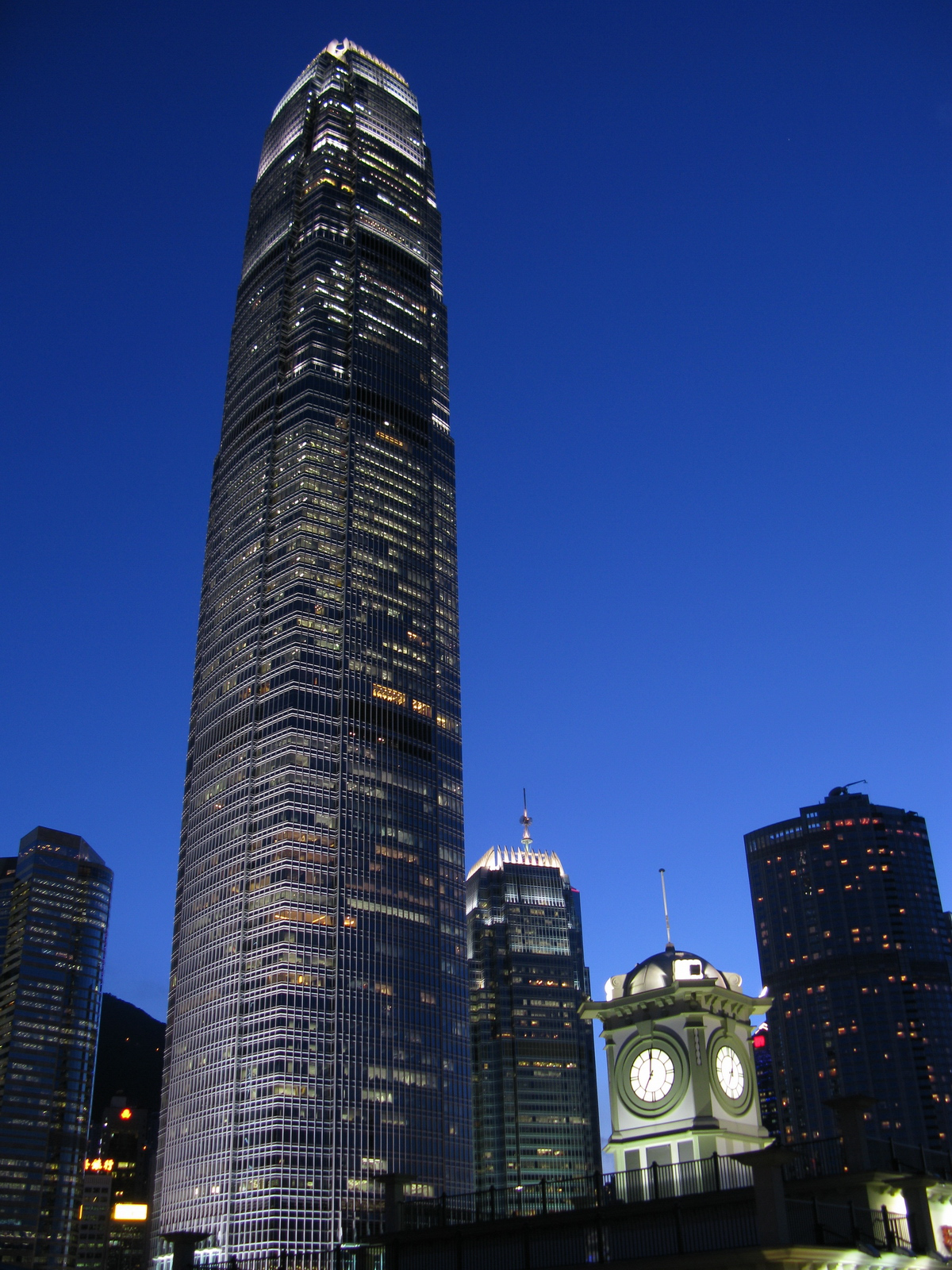
夕暮れの国際金融中心・第二期

- Two International Finance Centre

「国際金融中心・第二期」（以下Two IFC）は、地上88階・地下6階建ての高さ415.8mを有する超高層オフィスビルである。2003年に完成した。
このビルは、1992年に香港島の湾仔（Wan Chai）地区で完成した、地上374mの高さを持つセントラルプラザ（中環廣場：Central Plaza）を抜き、現在香港島で最も高いビルとなっている。また世界で9番目、アジアでは7番目、香港とマカオの各特別行政区を含めた中華人民共和国国内においては、上海の上海環球金融中心（Shanghai World Finantial Center）、香港の西九龍地区にある環球貿易廣場（International Commerce Centre）、上海市の金茂大厦（Jin Mao Tower）に次いで4番目に高い。構造などは、隣接するOne IFCとほぼ同じであり、同じく壁面は全面ハーフミラーのガラス張りとなっている。
この建物は非常に高層の建築なので、中環地区の至る場所やヴィクトリア湾を挟んだ対岸の九龍からも真正面に見ることができる。また最頂部は、観光スポットでも有名なビクトリアピーク（山頂）の展望台とほぼ同じ高さである。
しかし、中層部から上層部に渡って若干床面が狭められているため、直下から見上げた場合高さはそれほど感じられず、周囲の建物も100m - 350m程度の超高層建築が主流であるので、それほど威圧的な印象は持たない。しかし、埠頭の突端に位置して建設されたため、遠景から眺める場合は独立したひとつの塔となって非常に目立つので、中環地区のランドマークの機能を効果的に果たしている。
One IFCと同様、頭部には櫛状の飾りがあり、夜間には上空へ向かってライトアップされる。香港一の高さをもつビルではあるが、展望施設などは設置されていない。完成後市民に認知されるにつれて、香港のシンボリックな建築の一つになりつつある。
完成当時は香港で最も高い超高層建築であった。2010年、西九龍地区の九龍駅上にあるユニオンスクエアに地上118階建て、高さ484.0mで完成した環球貿易廣場（International Commerce Centre）にその高さを抜かれた。

### IFCモール
- IFC Mall

「IFCモール」は、Two IFCと共に2003年7月にオープンしたショッピングモール施設である。金融センターである中環という土地柄、外国人も気軽に寄れるようなインターナショナルなスタイルを趣き、高級な雰囲気がある。この中にはおおよそ150～200店程度のテナントが入居している。また、モール内にはシネマコンプレックスの百老匯院線（Broadway Circuit）が運営する映画館「PALACE IFC」が併設されている。
- 主なテナントは次のとおり
  - Prada
  - KENZO
  - Anne Klein New York
  - OZOC
  - ZARA
  - FILA
  - FRANCESCO BIASIA
  - EVISU
  - LOEWE
  - Tiffany & Co.
  - Apple Store

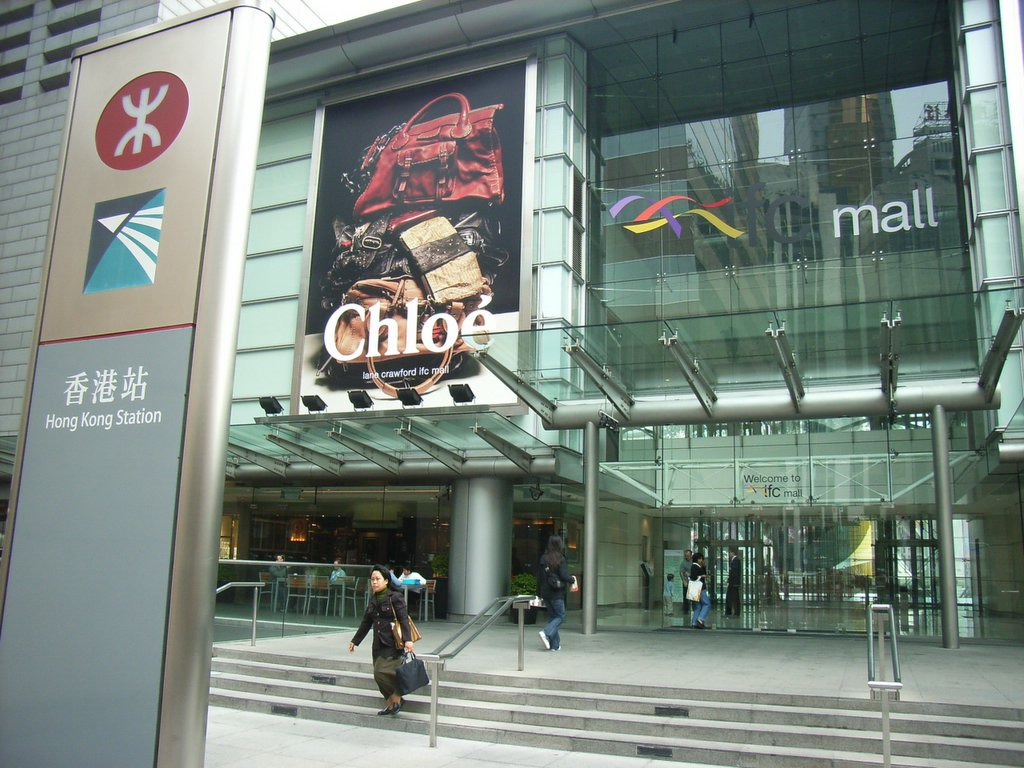
IFCモールのエントランス

  - 奇華餅家 （Kee Wah Bakery）
  - ISOLA bar + grill
  - Café Costa
  - 千両
  - 礼鮨 （REI SUSHI JAPANESE RESTAURANT）
  - パシフィックカフェ
  - ゴディバ
  - 福茗堂茶莊 （Fook Ming Tong Tea Shop）
  - 香港上海銀行
  - 中国銀行（香港）
  - シティバンク
  - teuscher chocolates of Switzerland
  - The Body Shop
  - city'super
  - ハーゲンダッツ
  - Ben & Jerry's
  - スターバックス
  - マクドナルド

### フォーシーズンズホテル香港
- Four Seasons Hotel Hong Kong

ホテル棟は、地上55階建て、高さ205mの超高層ビルである。2005年10月に完成し、このエリアでは最後に開業した。
ここに入居する「フォーシーズンズホテル香港」（中国語表記では香港四季酒店）は香港を代表する五つ星高級ホテルである。43階までに399室を擁する。フォーシーズンズホテルのブランドでの香港への出店はここが初めてであるが、1992年から2001年まで、リージェント香港（現・インターコンチネンタル香港）をフォーシーズンズが運営していた。
44階以上には、このホテルと同時に開業し、系列の施設である「フォーシーズンズプレイス香港」がある。ここは、長期滞在を目的とした宿泊施設であるコンドミニアムとなっている。

## 周辺施設
IFCと周辺にある施設とはおおむねペデストリアンデッキ（空中回廊）によって繋がっており、雨天の際も雨露を凌いで近隣のビルまで移動することができる。
- MTR中環駅
- 香港特別行政区・立法評議会議事堂
- 香港上海銀行・香港本店 （HSBC Headquarters）
- 中国銀行・香港分行 （中銀大廈：Bank of China Tower）
- スタンダード・チャータード銀行 （渣打銀行：Standard Chartered Bank）
- 恒生銀行本店 （Hang Seng Bank Headquarters）
- 香港証券取引所 （交易廣場：Exchange Square）
- ジャーディーン・ハウス （怡和大廈：Jardine House）
- 大会堂 （City Hall）
- 香港郵政総局 （General Post Office）
- 太子大廈 （Prince`s Building）
- 長江センター （長江集團中心：Cheung Kong Center）
- ザ・センター （中環中心：The Center）
- 遮打大廈 （Charter House）
- 中華人民共和国・人民解放軍駐香港部隊大廈
- マンダリン・オリエンタル・香港 （文華東方：Mandarin Oriental Hong Kong）
- 歴山大廈 （Alexander House）
- 蘭桂坊 （Lan Kwai Fong）

## 交通
- MTR機場快線・東涌線、香港駅直上
- MTR港島線･荃湾線、中環駅から徒歩5～10分程度
- 香港トラム（路面電車）
- スターフェリー（天星渡輪）・中環埠頭
- 離島行き各フェリー
- その他、バス（巴士）、ミニバス（公共小巴）、マキシキャブ（公共小巴）など利用

## 逸話
2008年公開の映画『ダークナイト』内で、香港マフィア・ラウの持つ企業が入居するビルとしてアクションの舞台となった。
映画内では、ゴッサム・シティから逃げ帰ったラウを超法規的に連れ戻すべく香港に現れたバットマンがTwo IFCの屋上から飛び降り、マントで滑空してOne IFC内のオフィスへ突入する。